# Gerónimo Peña
Gerónimo Peña Martínez (nacido el 29 de marzo de 1967 en Los Alcarrizos) es un ex segunda base dominicano que jugó en las Grandes Ligas de Béisbol de 1990 a 1996. Firmado por los Cardenales de San Luis como amateur en 1984, Peña terminó con un promedio de .262, 265 hits, 60 dobles, 8 triples, 30 jonrones, 162 carreras anotadas, 124 impulsadas, 54 bases robadas, 22 veces puesto out robando, 112 bases por bolas recibidas, 255 ponches en 378 juegos y 1010 veces al bate.
Su hijo Jeremy Peña  es jugador profesional de la Major League Baseball, juega en la posición de Shortstop de los Houston Astros.  Su sobrino Ramsés Peña también es un jugador profesional de béisbol, siendo firmado por los Piratas de Pittsburgh en 2009.